# Iphiaulax pampatensis
Iphiaulax pampatensis är en stekelart som beskrevs av Cameron 1904. Iphiaulax pampatensis ingår i släktet Iphiaulax och familjen bracksteklar. Inga underarter finns listade i Catalogue of Life.